# Pixel カメラ
Pixel カメラ（ピクセル カメラ、旧称・Google カメラ）は、Googleによって開発された、Android端末向けのカメラアプリケーション。モバイル端末のGoogle Pixel向けのカメラアプリ。

2014年11月から2017年まで使用されていたアプリアイコン。

## 概要
2011年より、Google Glassの画像融合技術を開発していたマーク・レヴォイが率いる、Google Xリサーチインキュベーターで開発が始まり、2014年4月16日に、Google PlayでAndroid 4.4以上を搭載するデバイス向けに公開された。
当初は、すべてのAndroid端末向けにサポートされていたが、その後、2016年以降に発売された、Google Pixelシリーズのスマートフォンでのみ正式にサポートされるようになり、2023年10月、Pixel 8のリリースに合わせて「Pixel カメラ」に改称した。

## 特徴
多くの機能を備える。アプリ内の設定や、アプリの下部（2023年10月以前のバージョンでは上部）にあるアイコンの行から、選択して使用することができる。

### HDR+

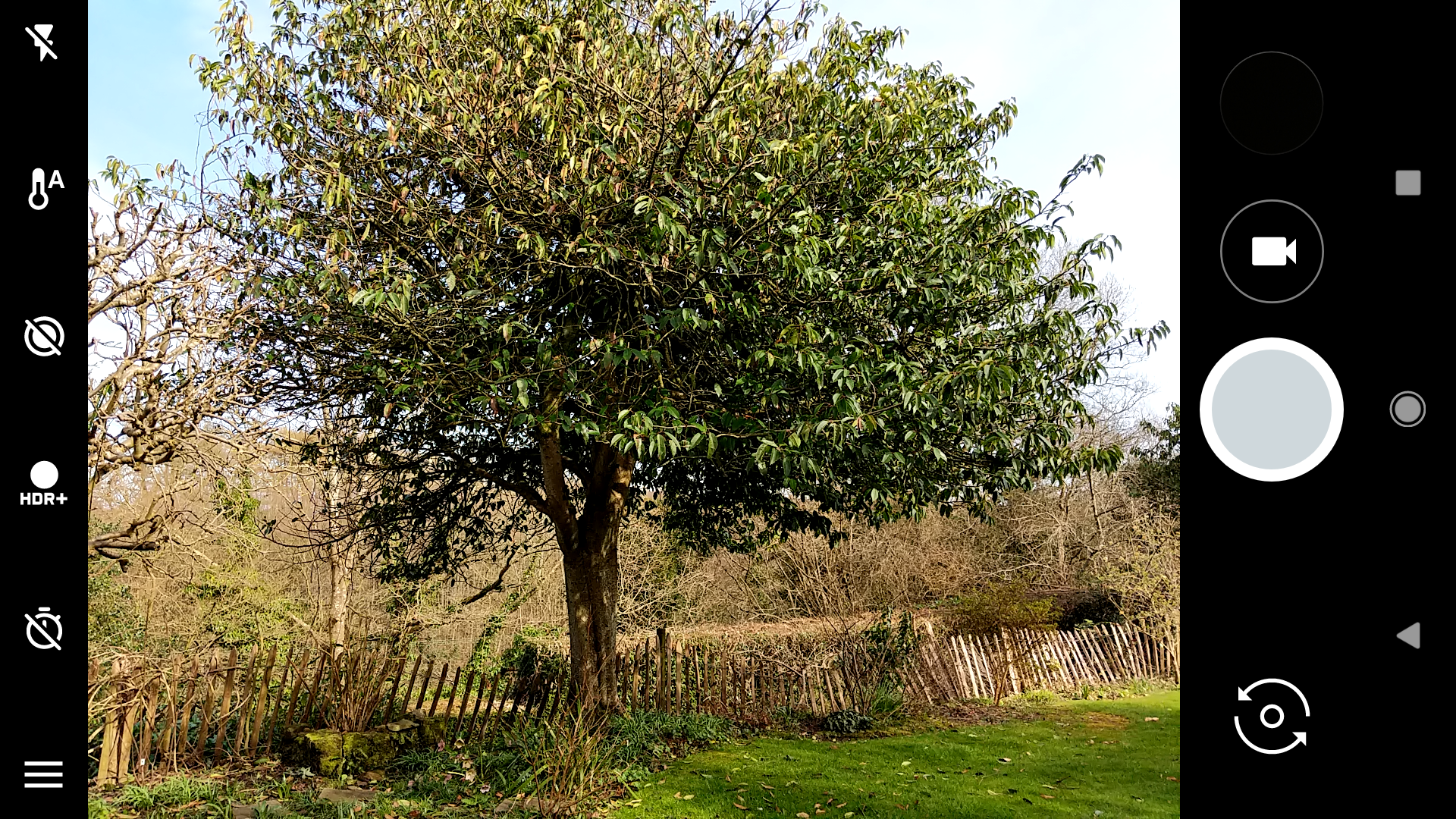
Google カメラ（v5.2.019）のスクリーンショット。Android 8.1 (Oreo)がインストールされた、Pixel 2で動作している。

以前のHDRとは異なり、HDR+ではより高いダイナミックレンジを達成するために、コンピュテーショナルフォトグラフィーを使用している。シャッターを押すと、短い露出で連続バーストショットを撮影し、最後の5〜15フレームを分析して、最も鮮明な部分を選択的に整列して（Lucky imagingを使用）、画像平均化と組み合わせて画像処理を行う。
他にもHDR+では、領域分類（セマンティック・セグメンテーション）を使用して顔を検出して明るくし、合成フィルフラッシュ（Synthetic Fill Flash）を使用して、空を暗くしてノイズを消すことができる。また、ハイライトやモーションブラーを吹き飛ばすことを避けながら、ショットノイズを減らし、色を改善することもできる。Nexus 6から導入された技術で、Nexus 5にも還元された。

#### HDR+ enhanced
HDR+ enhancedモードでは、シャッターボタンを押すとすぐにシャッターが切れる、ゼロシャッターラグ（ZSL）機能を使わずに、夜間撮影モード「Night Sight」と同様に、ポジティブシャッターラグ（PSL）を強化し、シャッターが押された後に画像をキャプチャするようになっている。このHDR+ enhancedは、Nexus 5、Nexus 6、Nexus 5X、Nexus 6PのHDR+に近く、AppleのスマートHDRのように、露出不足と露出オーバーのフレームを使用すると考えられている。これにより、HDR+以上にダイナミックレンジを広げることができる。Pixel 3で強化されたHDR+は、Night Sightの学習ベースの自動ホワイトバランス（AWB）アルゴリズムを使用している。

#### Live HDR+
Pixel 4以降、HDR+を置き換える形で導入され、HDR+の画像を撮影時にリアルタイムでプレビューできる、WYSIWYGビューファインダーを備えている。また、Live HDR+では、Night Sightの学習ベースのAWBアルゴリズムを使用し、最大9枚の露出不足の写真を平均して画像処理を行う。

##### デュアル露出補正
Live HDR+で使用できる、シャドウ（映像の暗い部分）とハイライト（映像の明るい部分）を個別に調整できる機能である。薄暗い場所や逆光でも鮮明な写真を撮影できる。Pixel 4から導入された。ハードウェアの制約により、古いPixelデバイスには導入されていない。

#### ブラケティング撮影
2021年4月のGoogle カメラ v8.2から、HDR +やNight Sight、ポートレートモードでブラケティング撮影が可能になった。Googleは、HDR+の露出ブラケットアルゴリズムを更新し、追加の長時間露光フレームを追加し、Night Sightを3つの長時間露光フレームを含むよう、変更した。空間マージアルゴリズムは、ピクセルごとにマージするかどうかを決定するように再設計され（超解像ズームなど）、長時間露光（クリップされたハイライト、より多くのモーションブラー、異なるノイズ特性）を処理できるように更新された。これらにより、読み取りノイズをさらに低減し、細かい部分やテクスチャの見映えを改善し、より自然な色を引き出せるようになる。
ブラケティング撮影は、ダイナミックレンジとモーションに応じて自動的に有効になり、Pixel 4a（5G）と5以降のすべてのモード、Pixel 4と4aのNight Sightで対応している。

### モーションフォト
Pixel カメラのモーションフォトモードは、HTCのZoeやiOSのLive Photosに近い機能で、有効にすると、比較的低解像度な短い無音の映像が、元の写真とセットで保存される。RAWが有効になっている場合、非モーション12.2MP DNGではなく、0.8MP DNGファイルのみが作成される。Pixel 2から導入された機能で、HDR+ enhancedの使用中は無効になる。

### 手ぶれ補正
光学手ぶれ補正とデジタル手ぶれ補正を組み合わせて、よりなめらかな映像の撮影が可能になる。これにより、他のさまざまな問題の中でも、ローリングシャッターの歪みや、撮影している映像サイズが勝手に変化してしまうフォーカスブリージングを軽減することができる。Pixel 2から導入された。

### 超解像ズーム
Pixel 3で導入された、ズームしてもぼやけずに、シャープな写真を撮影できる機能。マルチフレームの超解像度技術で、画像センサーをシフトして、より高い解像度を実現できる。DRIZZLEの画像処理に近い。
Googleは2〜3倍の光学ズームに相当するとしている。また、望遠レンズでも使用でき、例えば、GoogleはPixel 4において、ほぼ光学品質で8倍のズームをキャプチャできるとしている。

### スマートバースト
シャッターボタンを長押しすることで起動する。ボタンを長押ししている間、毎秒最大10ショットが撮影され、ボタンから指を離すと、その中で最高の写真が自動的に強調表示される。
また、撮影した写真から色々な作品を作ることができる。
- GIFの作成 - アクションや大量の動きを含む画像をアニメーションGIFとして生成できる。
- All-smile - 全員が笑顔で、まばたきしていない写真を、すべての写真のさまざまな部分から生成することができる。
- コラージュ – セルフィー撮影時に、Photobooth（後述）のようにコラージュを作成できる。

後述のトップショットの登場により、v6.3で削除された。

### トップショット
モーションフォトを有効にすると、シャッターを押す前と後1.5秒から最大90の追加フレームを分析し、誰も目をつむっていない写真が自動的におすすめとして表示することができる。
Pixel Visual Coreによるコンピュータビジョン技術を使用して分析を行い、オブジェクトの動き、モーションブラー、自動露出、オートフォーカス、自動ホワイトバランスに基づいてランク付けをする。最大3MPのHDR+写真を含む、約10枚の追加写真が保存される。Pixel 3から導入された。

### Pixel Visual/Neural Core
画像処理を実行するためのハードウェアアクセラレータにより、動作を支えている。
Pixel (第1世代)では、クアルコムのHexagon DSPとAdreno GPUを使用して画像処理の高速化を行なっていた。その後、Pixel 2とPixel 3（ただし、Pixel 3aでは非搭載）では、新たにPixel Visual Coreによる画像処理に変更された。Pixel 4では、Pixel Neural Coreに置き換えられた。Pixel 5以降は搭載されていない。

### その他
- コンピューテーショナルRAW – JPEGファイルとDNGファイルの同時撮影に対応しており、また、DNGファイルは、HDR+コンピューテーショナル・フォトグラフィでも処理することができる。Pixel 3から導入[23]。
- モーションオートフォーカス – フレーム内の任意の被写体やものに焦点を当て続ける機能。Pixel 3から導入[24]。
- 「よく撮影する人」機能 – 顔を記憶し、笑顔でまばたきしない状態でピントが当たるように調整する機能[19]。Pixel 4から導入[25]。
- 位置情報 – GPSやGoogleの位置情報サービスを介して取得した位置情報を、写真やビデオに追加できる[26]。

## 機能
ほとんどのカメラアプリと同様に、さまざまな種類の機能を使って、写真やビデオを撮影することができる。

### スローモーション
毎秒120フレーム、一部の対応機種の場合は毎秒240フレームで撮影できる。

### パノラマ
水平、垂直、広角、魚眼の4種類のパノラマ写真に対応しており、選択して撮影することができる。

### Photo Sphere
2012年、Android 4.2から導入された360度パノラマ写真を撮影する機能である。これらの写真は、HTMLコードを使用してWebページに埋め込んだり、Google ストリートビューなどの様々なGoogleサービスにアップロードすることができる。
2023年10月発売のPixel 8から、この機能は削除された。

### Night Sight
天体写真で用いられる、露出スタッキングと同様の原理で、改良されたHDR+、または超解像Zoomアルゴリズムを活用して、暗い場所でも色鮮やかに、細かい部分まで鮮明に撮影することが出来る。天の川の撮影も可能とする。
シャッターボタンを押すと、最大15x 1/15秒のの長時間露光写真、または6倍の1秒のものが複数撮影され、最大6秒の露光写真が作成される。画像のモーションメータリングとタイルベースの処理により、カメラの揺れを減らすことができ、鮮明で適切な露出の写真を撮影できる。Googleは、フレームからフレームまで最大約8%の変位を処理できるとしている。各フレームは約12,000枚のタイルに分割されている。また、暗所でのホワイトバランスをより正確にするためび、学習ベースのAWBアルゴリズムも導入されている。
Night Sight機能は夜だけでなく、昼間でもうまく機能し、ホワイトバランス、ディテール、鮮明度を向上させることができる。HDR+ enchancedのように、Night SightはPSLを備えており、タイムシフトと、商店の当て方について、3つのオプション（ファー、クローズ、オートフォーカス）から選べる選択機能も備えている。
本機能はPixel 3から導入され、それ以前のすべてのPixelスマートフォンも、アップデートにより対応した。

#### 天体撮影モード
Night Sightモードを使用中に自動的に有効になり、三脚の上などの安定した撮影環境かどうか、自動で検知する。
最大15回の16秒の露出を平均して、4分間の露出を作成し、ノイズを大幅に改善することができる。撮影をいくつかの短い露出に分割することで、地球の自転を補うために露出中にデバイスを正確に動かして、星の軌跡に対処するようなことをせずに、長時間露光撮影が可能になる。
また暗所撮影の際に、光を当てなくても流れる電流である暗電流や、畳み込みニューラルネットワークによって、入射光に対して反応しないホットピクセルやウォームピクセルが引き起こされることがあるが、天体撮影モードには、これらを削除し、空固有のノイズを軽減するために空を検出をすることができる、改良されたアルゴリズムも含まれている。
Pixel 4で初めて導入され、Pixel 3、3aもアップデートで対応した。

### ポートレート
Pixelシリーズ登場前における、レンズブラー機能にあたる。
写真の被写体に焦点を合わせ、被写界深度を調整し、背景をぼかした写真を撮影できる。この効果は、利用可能な機種（Pixel 2やPixel 3など）の場合、デュアルピクセルセンサーからの視差情報と、焦点を保つべきものとぼやけるべきものを識別するための機械学習の適用によって、利用することができる。Pixel 2から導入された。
さらに、被写体の皮膚の傷などをきれいにする「顔レタッチ」機能も利用できる。
Pixel 4からは、望遠とデュアルピクセルからの視差情報を使用し、望遠カメラとワイドカメラの2つと機械学習アルゴリズムにより、もっと正確な深度マップを作成することで、改良されたポートレートモードを搭載している 。フロントカメラでは、フロントカメラとIRカメラの視差情報を使用する。また、一眼レフのような、よりリアルなボケ効果にするために、トーンマッピングよりも前の、RAWの段階で適用されるようになっている。

#### ポートレートライト
ポートレート写真に光源を追加できる。
機械学習モデルを使って方向性と強度をシミュレートし、元の写真の照明を補完する。Pixel 5から導入され、Pixel 4、Pixel 4a、Pixel 4a (5G)でもアップデートにより、使用できるようになった。 標準モードまたはNight Sightモード使用時に人が認識されると、自動的に適用される。Google Research、Google Daydream、Google Pixel、Google フォトの各チームが共同で開発した。

### Wear OSとの連携
2014年7月10日のアップデートでは、当時のAndroid Wearとの連携したリモートシャッターコントロール機能が追加された。Wear OS 2以降を搭載したスマートウォッチで Play ストアからアプリをダウンロードすると、スマートウォッチを使用してスマートフォンのカメラをリモートで操作できる。

### Photobooth
セルフィーの撮影を自動化できる機能。Google Clipsのように、ユーザーの笑顔や面白い顔をAIで検出し、最適なタイミングで写真を自動撮影することができる。また、肌の補正を有効または無効にできる、2つのレベルのAI処理も備えている。モーションフォトとも併用できるほか、ホワイトバランスは、定義されたプリセットにも調整できる。
2019年10月に独立したモードとしては削除の上、シャッターの「自動」オプションに変更された。

### Google レンズ

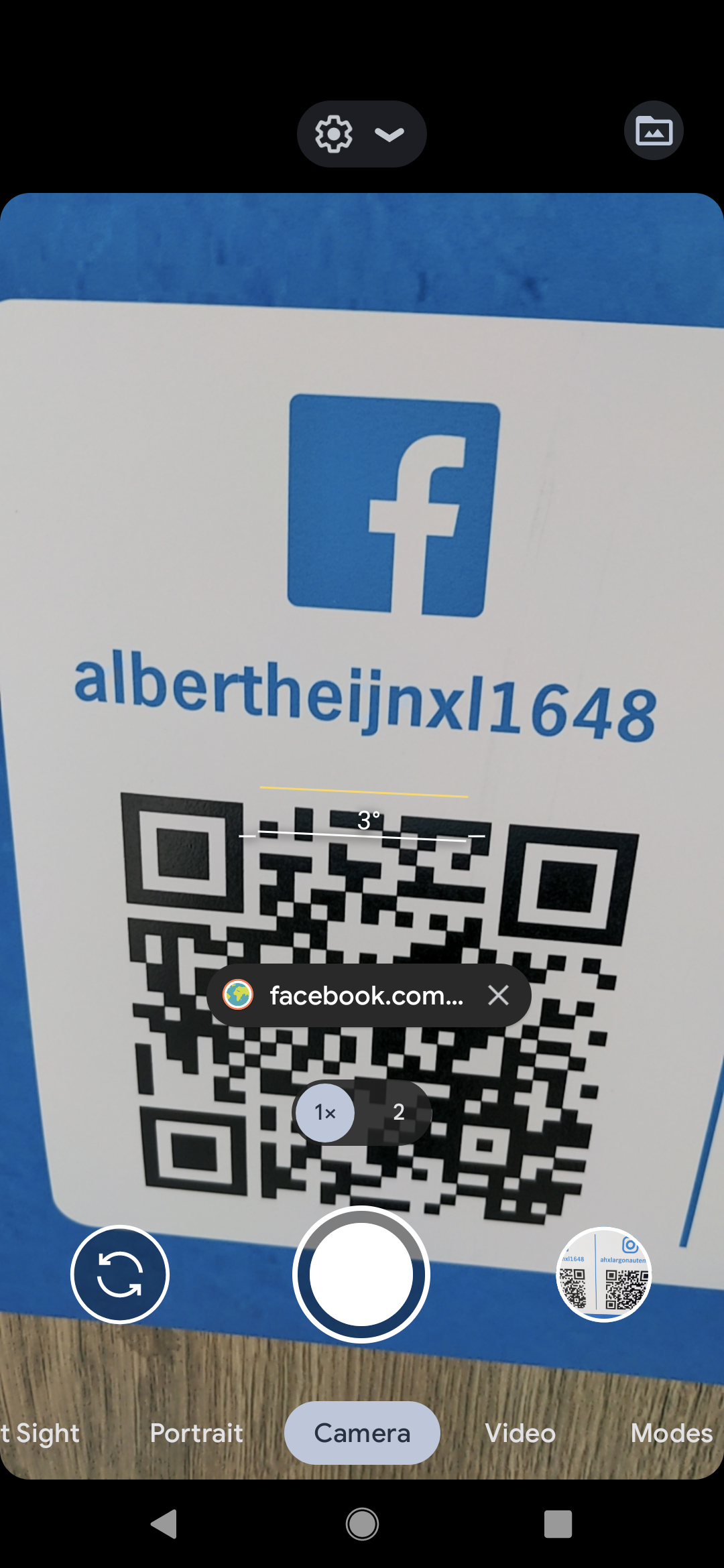
QRコードをスキャンする様子。Facebookのリンクを読み取り、Ecosia Browserで開こうとしている。Android 12がインストールされた、Pixel 4aで動作している。

QRコード、名刺、紙の書類、外国語のテキストに向けると、自動で読み取りを行い、認識したテキストをコピーしたり、製品、書籍、映画、動物や植物を識別して同様のものを検索したり、書類のスキャン、翻訳などを行うことができる。

### プレイグラウンド
2017年、Pixel 2の登場と同時に「ARステッカー」として導入された。GoogleのARCoreを使用して、実世界とバーチャル世界を融合でき、例えば、写真やビデオにARのオブジェクトを重ね合わせたりできる。
Pixel 3登場時に、拡張現実動画の撮影機能、「プレイ文字」を置ける機能が追加されると同時に、プレイグラウンドに改称した。Pixel 4を最後にARには非対応となっている。

## 移植
Pixelスマートフォン以外のデバイスや、Google製の古い機種用に、多くの開発者が非公式の移植版を開発している。これらの非公式アプリは、多くの場合、Googleの最上位デバイスの機能を搭載していなくても、問題なく動作するようになっている上、時には公式版にない機能さえ搭載している。 さまざまなAndroidデバイス向けに、さまざまな非公式移植版が存在する。
多くの機能はこれら移植版で利用できるものの、適切なAPIへの対応がなされていなかったり、または互換性のないデバイスであったりするなどして、一部の機能が利用できなかったり、正しく動作しないことも珍しくない実行には、Google Play開発者サービスや、その代わりになるmicroGが必要となる。
2016年には、ゼロシャッターラグ（ZSL）を備えたHDR+を、Nexus 5XとNexus 6Pに復活させる非公式版が登場した。2017年半ばには、Snapdragon 820、821、835プロセッサを搭載したスマートフォンで動作するバージョンが開発された。さらに2018年、Pixelスマートフォン以外のデバイスで、Night Sightを有効にする修正版もリリースされた。その他にも、日本国内版のPixelでは無効化できない、シャッター音を無音にする非公式版も存在する。
2020年8月、追加のカメラにアクセスする新しい方法が導入され サードパーティ製アプリではすべてのカメラを使うことができないデバイスでも、Root化せずに利用できるようになった。